# Charles Girault
Charles-Louis Girault (Cosne-Cours-sur-Loire, 27 dicembre 1851 – Parigi, 26 dicembre 1932) è stato un architetto francese.

## Biografia
Girault studiò con Honoré Daumet presso l'École nationale supérieure des beaux-arts di Parigi. Vinse il Prix de Rome nel 1880. Successivamente fu membro dell'Académie de France à Rome dal 1881 al 1884.
Lavorò al Petit Palais dal 1896 al 1900. Fu eletto membro dell'Académie des beaux-arts nel 1902. Girault progettò le Gallerie reali di Ostenda, costruite tra il 1902 e il 1906, e il Museo reale per l'Africa Centrale nel 1904. Nel 1905 fu scelto da Leopoldo II del Belgio per progettare il Parco del Cinquantenario a Bruxelles.

## Opere principali

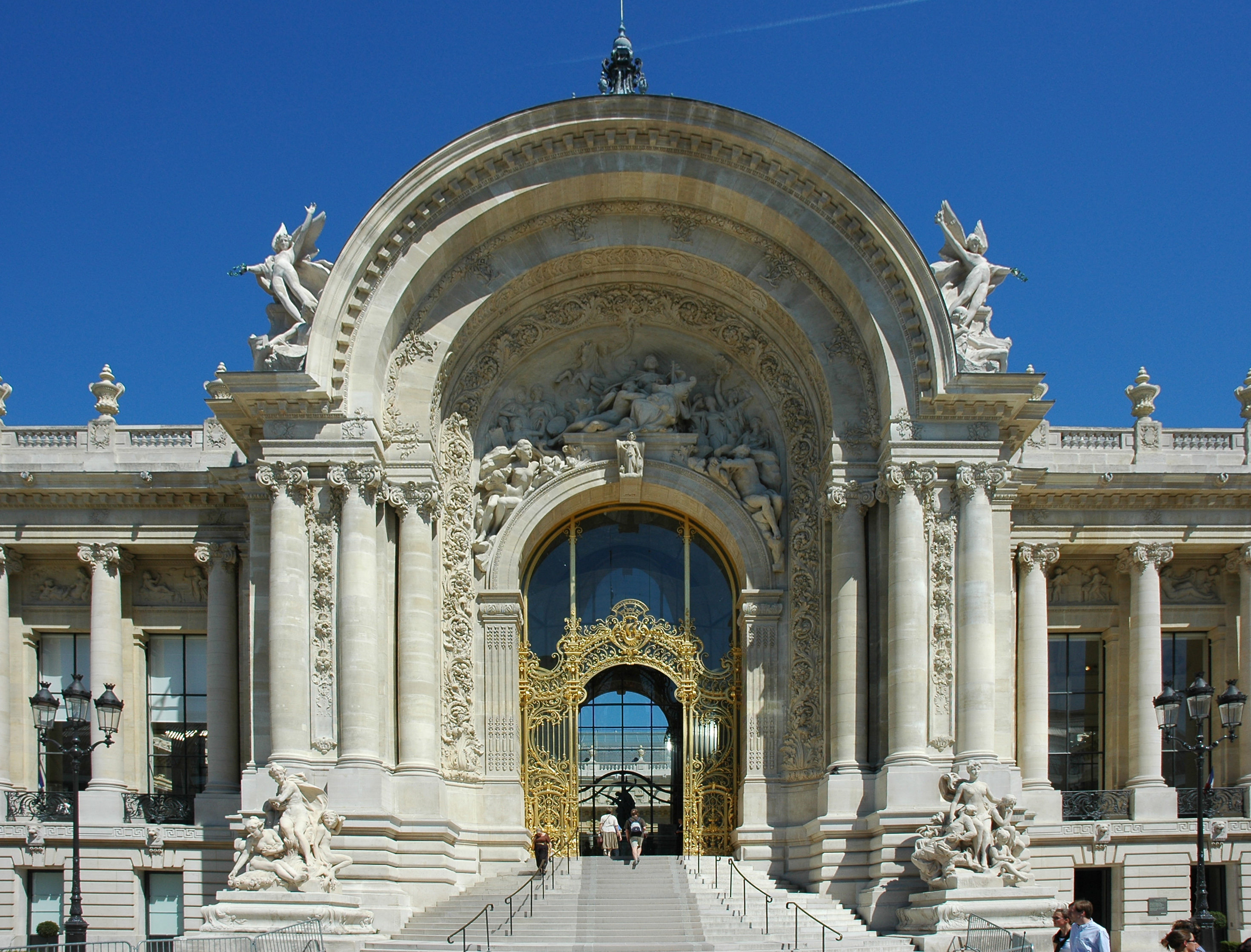
Facciata del Petit Palais, Parigi.
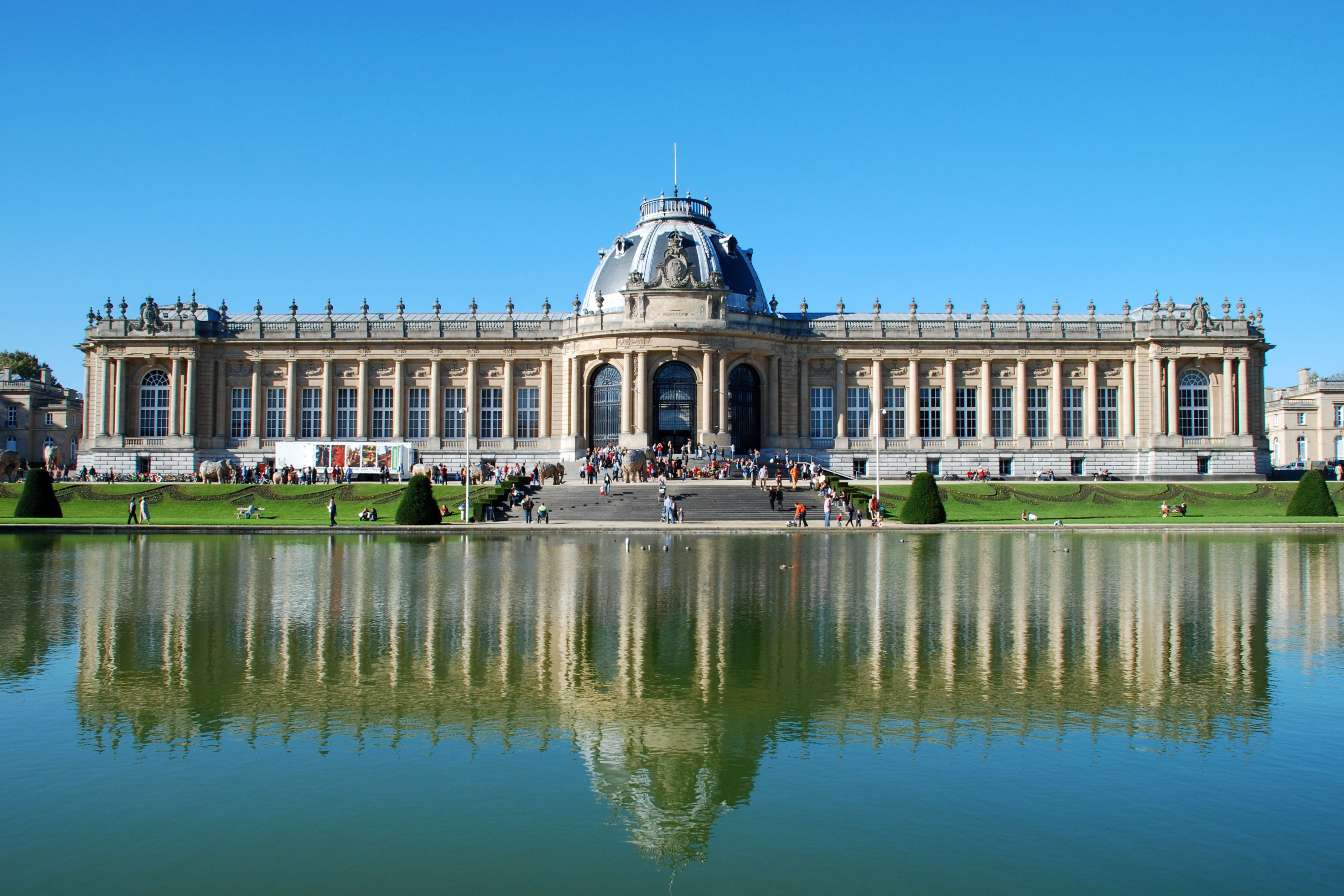
Museo reale per l'Africa Centrale, Tervuren.